# Oreo (geslacht)
Oreo is een geslacht van spinnen uit de familie Gallieniellidae.

## Soorten
Het geslacht omvat de volgende soorten:
- Oreo bushbay Platnick, 2002
- Oreo capensis Platnick, 2002
- Oreo kidman Platnick, 2002
- Oreo muncoonie Platnick, 2002
- Oreo renmark Platnick, 2002